# Kayleigh
Kayleigh – ballada soft rockowa brytyjskiego zespołu Marillion, wydana jako szósty singel tej formacji. Ta piosenka z 1985 roku okazała się międzynarodowym przebojem. We Francji i Wielkiej Brytanii utwór zajął 2. miejsce w zestawieniach. Teledysk został nakręcony w Berlinie.

## Popularność
W Polsce w sierpniu 1985 roku dotarł na pierwsze miejsce listy przebojów programu III Polskiego Radia, prowadzonej przez dziennikarza muzycznego Marka Niedźwieckiego (z racji okresu wakacyjnego notowanie, w którym miało to miejsce prowadził Roman Rogowiecki).
Po latach utwór „Kayleigh” jest w Polsce nadal popularny. W 26. notowaniu Topu Wszech Czasów Programu Trzeciego Polskiego Radia zajął 10. miejsce.

## Lista utworów
Źródła
7" (Wlk. Brytania)
1. „Kayleigh”
2. „Lady Nina”

7" (USA)
1. „Kayleigh”
2. „Heart of Lothian”

12" (Wlk. Brytania, Nowa Zelandia)
1. „Kayleigh” (miks alternatywny)
2. „Kayleigh” (wersja wydłużona)
3. „Lady Nina”